# Нальбах
Нальбах (нім. Nalbach) — громада в Німеччині, знаходиться в землі Саар. Входить до складу району Саарлуї. Площа — 22,43 км2. Населення становить 9079 ос. (станом на 31 грудня 2021).